# Système de traitement aérobie
Un Système de traitement aérobie (en anglais : Aerobic treatment system, ATS, souvent appelé à tort « aerobic septic system »), est une technique de traitement des eaux usées comparable à une fosse septique, mais reposant sur un processus aérobie. Ces systèmes se trouvent généralement dans les zones rurales dépourvues d'égouts publics, et peuvent être utilisés pour une seule résidence ou pour un petit groupe de maisons.
Contrairement au système septique traditionnel, le système de traitement aérobie produit un effluent qui peut être stérilisé et utilisé pour l'irrigation de surface ; ce qui permet une plus grande flexibilité dans le choix du champ d'épuration, ainsi que la réduction de moitié de sa taille.

## Processus
Le processus d'un Système de traitement aérobie comprend généralement les phases suivantes :
- Une étape de prétraitement pour éliminer les gros solides et autres substances indésirables.
- Une étape d'aération, où les bactéries aérobies digèrent les déchets biologiques.
- Une étape de décantation permet aux solides non digérés de se déposer. Ce qui forme une boue qui doit être périodiquement éliminée du système.
- Une étape de désinfection, où le chlore ou un désinfectant similaire est mélangé à l'eau, pour produire une sortie antiseptique. Une autre option est la désinfection UV, où l'eau est exposée à la lumière UV à l'intérieur d'une unité de désinfection UV.

L'étape de désinfection est facultative et est utilisée lorsqu'un effluent stérile est requis, dans le cas par exemple où l'effluent est distribué au-dessus du sol. Le désinfectant généralement utilisé consiste en des comprimés d'hypochlorite de calcium, spécialement conçus pour les systèmes de traitement des déchets. Les comprimés sont destinés à se décomposer rapidement au soleil. Les formes stabilisées de chlore persistent après la dispersion de l'effluent et peuvent tuer les plantes dans le champ d'épuration.
Étant donné que le Système de traitement aérobie contient un écosystème vivant de microbes pour digérer les déchets dans l'eau, des quantités excessives d'articles tels que l'eau de Javel ou les antibiotiques peuvent endommager l'environnement du Système de traitement aérobie et réduire l'efficacité du traitement. Les éléments non digestibles doivent également être évités, car ils s'accumuleront dans le système et nécessiteront une élimination plus fréquente des boues.

## Types
Les systèmes aérobies à petite échelle utilisent généralement l'une des deux conceptions, des systèmes à film fixe (biomasse fixée) ou des systèmes aérobies à croissance en suspension à flux continu (anglais : Aerobic treatment system, ATS). Le prétraitement et la gestion des effluents sont similaires pour les deux types de systèmes, et la différence réside dans l'étape d'aération.

### Systèmes à films fixes
Les systèmes à film fixe utilisent un milieu poreux qui fournit un lit pour supporter le film de biomasse qui digère les déchets dans les eaux usées. Les conceptions des systèmes de films fixes varient considérablement, mais se divisent en deux catégories de base (bien que certains systèmes puissent combiner les deux méthodes). Le premier est un système dans lequel le support est déplacé par rapport aux eaux usées, immergeant alternativement le film et l'exposant à l'air, tandis que le second utilise un support stationnaire, et fait varier le débit des eaux usées afin que le film soit alternativement immergé et exposé à l'air. Dans les deux cas, la biomasse doit être exposée à la fois aux eaux usées et à l'air pour que la digestion aérobie se produise. Le film lui-même peut être constitué de tout matériau poreux approprié, tel qu'une matière plastique formée ou de la sphaigne. Les systèmes simples utilisent des milieux stationnaires et reposent sur un flux d'eaux usées intermittent et gravitaire pour fournir une exposition périodique à l'air et aux eaux usées. Un système de média mobile courant est le contacteur biologique rotatif (en)  (Rotating biological contactor, RBC), qui utilise des disques tournant lentement sur un arbre horizontal. Près de 40% des disques sont immergés à un moment donné, et l'arbre tourne à une vitesse d'un ou deux tours par minute.

### Systèmes à flux continu et à croissance en suspension
Les systèmes CFSGAS, sont conçus pour gérer un flux continu et ne fournissent pas de lit pour un film bactérien, reposant plutôt sur des bactéries en suspension dans les eaux usées. La suspension et l'aération sont généralement assurées par une pompe à air, qui pompe de l'air à travers la chambre d'aération, fournissant une agitation constante des eaux usées en plus de l'oxygénation. Un milieu pour favoriser la croissance bactérienne à film fixe peut être ajouté à certains systèmes conçus pour traiter des niveaux de biomasse plus élevés que la normale dans les eaux usées.

### Rénovation ou systèmes aérobies portables
Une autre utilisation de plus en plus courante du traitement aérobie est la remise en état de systèmes septiques anaérobies défaillants, en modernisant un système existant avec une caractéristique aérobie. Cette classe de produits, connue sous le nom d'assainissement aérobie, est conçue pour réparer des systèmes de distribution anaérobie, biologiquement défaillants, en réduisant considérablement la demande biochimique en oxygène (DBO5) et les matières en suspension totales (total suspended solids, TTS) de l'effluent. La réduction de la DBO5 et du TSS renverse le bio-mat développé. En outre, les effluents avec une teneur élevée en oxygène dissous et des bactéries aérobies s'écoulent vers le composant de distribution et digèrent le bio-mat.

### Toilettes à compost
Les toilettes à compost sont conçues pour traiter uniquement les déchets des toilettes, plutôt que les eaux usées résidentielles générales, et sont généralement utilisées avec des toilettes sèches plutôt que des toilettes à chasse d'eau associées aux types de systèmes de traitement aérobie ci-dessus. Ces systèmes traitent les déchets comme un solide humide, plutôt que sous forme de suspension liquide, et séparent donc l'urine des matières fécales pendant le traitement pour maintenir la teneur en humidité correcte dans le système. Un exemple de toilettes à compost est le Clivus Multrum (marque déposée), qui se compose d'une chambre inclinée qui sépare l'urine et les matières fécales, et d'un ventilateur pour fournir une ventilation positive et empêcher les odeurs de s'échapper par les toilettes. Dans la chambre, l'urine et les matières fécales sont indépendamment décomposées non seulement par les bactéries aérobies, mais également par les champignons, les arthropodes et les vers de terre. Les temps de traitement sont très longs, avec un délai minimum entre les enlèvements de déchets solides d'un an; pendant le traitement, le volume des déchets solides est réduit de 90 pour cent, la plupart étant convertis en vapeur d'eau et en dioxyde de carbone. Les agents pathogènes sont éliminés des déchets par les longues durées dans des conditions inhospitalières dans la chambre de traitement.

## Avantages
L'étape d'aération (en) et l'étape de désinfection sont les principales différences par rapport à une fosse septique traditionnelle; en fait, un Système de traitement aérobie peut être utilisé comme traitement secondaire des effluents de fosses septiques. Ces étapes augmentent le coût initial du système aérobie, ainsi que les exigences d'entretien sur la fosse septique passive. Contrairement à de nombreux autres biofiltres, les systèmes de traitement aérobie nécessitent un approvisionnement constant en électricité pour entraîner la pompe à air, ce qui augmente les coûts globaux du système. Les pastilles désinfectantes doivent être remplacées périodiquement, ainsi que les composants électriques (compresseur d'air) et les composants mécaniques (diffuseurs d'air). Côté positif, un système aérobie produit un effluent de meilleure qualité qu'une fosse septique, et donc le champ d'épuration peut être plus petit que celui d'une fosse septique conventionnelle, et la sortie peut être déchargée dans des zones plus sensibles de l'environnement que pour la sortie d'une fosse septique. Certains systèmes aérobies recyclent l'effluent grâce à un système de gicleurs, en l'utilisant pour arroser la pelouse là où les règlements approuvent.

### Qualité des effluents
Étant donné que l'effluent d'un Système de traitement aérobie est souvent rejeté à la surface du champ d'épuration, sa qualité est très importante. Un Système de traitement aérobie typique, lorsqu'il fonctionne correctement, produira un effluent avec moins de 30 mg/litre DBO5, 25 mg/litre de TSS et 10 000 cfu/ml de coliformes fécaux. Ceci est suffisamment propre pour qu'il ne puisse pas supporter une couche de biomat ou de slime comme une fosse septique.
L'effluent sortant d'un Système de traitement aérobie est relativement inodore; un système fonctionnant correctement produira des effluents qui sentent le moisi, mais pas de la manière des eaux usées. Le traitement aérobie est si efficace pour réduire les odeurs que c'est la méthode préférée pour réduire les odeurs du fumier produit par les fermes,,.

## Voir également
- List of wastewater treatment technologies (en)